# Герои Социалистического Труда Минской области
В настоящий список включены:

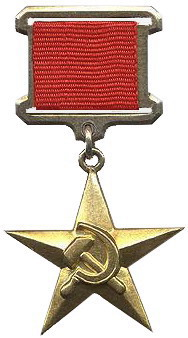
Золотая медаль «Серп и Молот»

- Герои Социалистического Труда, на момент присвоения звания проживавшие на территории современной Минской области, — 190 человек, в том числе 13 Героев, награждённых на территории ряда районов бывших Барановичской и Бобруйской областей, которые в 1954 году вошли в состав Минской области (отмечены звёздочками);
- уроженцы Минской области, удостоенные звания Героя Социалистического Труда в других регионах СССР, — 59 человек;
- Герои Социалистического Труда, прибывшие в Минскую область на постоянное проживание из других регионов СССР, — 10 человек;

Вторая и третья части списка могут быть неполными из-за отсутствия данных о месте рождения и смерти ряда Героев.
В таблицах отображены фамилия, имя и отчество Героев, должность и место работы на момент присвоения звания, дата Указа Президиума Верховного Совета СССР, отрасль народного хозяйства, место рождения/проживания, а также ссылка на биографическую статью на сайте «Герои страны». Формат таблиц предусматривает возможность сортировки по указанным параметрам путём нажатия на стрелку в нужной графе.

## История
Первыми на территории современной Минской области звания Героя Социалистического Труда были удостоены работники совхоза имени 10 лет БССР Любанского района (на тот момент Бобруйской области) П. Л. Калыско, У. И. Пайграй, Ф. А. Савчик и А. И. Стыкут. Высшая степень отличия была присвоена им Указом Президиума Верховного Совета СССР от 24 апреля 1948 года за получение высоких урожаев ржи.
Подавляющее большинство Героев Социалистического Труда в области приходится на работников сельского хозяйства — 88 человек; машиностроительная отрасль — 20; наука, строительство — по 11; радио- и электронная промышленность — 10; транспорт — 9; культура — 7; государственное управление — 6; образование — 4; химическая, оборонная, лёгкая промышленность, энергетика — по 3; пищевая промышленность, станкостроение, здравоохранение — по 2; лесная, топливная промышленность, промышленность стройматериалов, мелиоводхоз, связь, жилищно-коммунальное хозяйство — по 1.

## Лица, удостоенные звания Героя Социалистического Труда в Минской области
| №   | Фамилия, имя, отчество                     | Даты жизни              | Деятельность | Дата присвоения | Отрасль            | Место рождения            | ГС         |
| --- | ------------------------------------------ | ----------------------- | --- | --------------- | ------------------ | ------------------------- | ---------- |
| 1   | Авсиевич Сергей Ильич                      | род. 02.05.1927         | Оператор 11-го Государственного подшипникового завода Министерства автомобильной промышленности СССР, гор. Минск | 03.01.1974      | машиностроение     | Березинский район         | [ ГС 1 ]   |
| 2   | Азгур Заир Исаакович                       | 15.01.1908 — 18.02.1995 | Скульптор, академик Академии художеств СССР, народный художник СССР, гор. Минск | 02.01.1978      | культура           | *Витебская область        | [ ГС 2 ]   |
| 3   | Акулич Станислав Феликсович                | род. 10.04.1934         | Бригадир электромонтажников специализированного управления № 206 Минского производственного объединения индустриального домостроения имени 50-летия СССР Министерства промышленного строительства Белорусской ССР                                                 | 19.03.1981      | строительство      | Смолевичский район        | [ ГС 3 ]   |
| 4   | Александров Николай Николаевич             | 11.06.1917 — 07.10.1981 | Директор Научно-исследовательского института онкологии и медицинской радиологии Министерства здравоохранения Белорусской ССР, заведующий кафедрой Белорусского института усовершенствования врачей, член-корреспондент Академии медицинских наук СССР, гор. Минск | 10.06.1977      | наука              | *Брянская область         | [ ГС 4 ]   |
| 5   | Алексанкин Яков Васильевич                 | 15.06.1923 — 19.03.1991 | Председатель колхоза имени Калинина Несвижского района Минской области | 06.06.1984      | сельхоз            | *Смоленская область       | [ ГС 5 ]   |
| 6   | Алексеевич Фёдор Павлович                  | 18.02.1934 — 16.06.2022 | Шлифовщик 11-го Государственного подшипникового завода Минского совнархоза | 28.05.1960      | машиностроение     | *Гомельская область       | [ ГС 6 ]   |
| 7   | Альсмик Пётр Иванович                      | 27.02.1907 — 02.04.1992 | Заведующий отделом Белорусского научно-исследовательского института плодоводства, овощеводства и картофеля, Минская область | 30.04.1966      | наука              | *Витебская область        | [ ГС 7 ]   |
| 8   | Андреев Анатолий Евгеньевич                | 14.09.1916 — 26.03.2005 | Министр автомобильного транспорта Белорусской ССР, гор. Минск | 26.08.1976      | машиностроение     | *Гомельская область       | [ ГС 8 ]   |
| 9   | Андреев Андрей Григорьевич                 | 24.03.1927 — 04.03.2016 | Начальник Белорусской железной дороги, гор. Минск | 03.07.1986      | транспорт          | *Псковская область        | [ ГС 9 ]   |
| 10  | Астрейко Владимир Тимофеевич               | 18.09.1930 — 26.03.2008 | Звеньевой колхоза «Беларусь» Любанского района Минской области | 12.12.1973      | сельхоз            | Любанский район           | [ ГС 10 ]  |
| 11  | Атрахович (Крапива) Кондрат Кондратьевич   | 05.03.1896 — 07.01.1991 | Академик Академии наук Белорусской ССР, народный писатель Белорусской ССР, гор. Минск | 16.06.1975      | культура           | Узденский район           | [ ГС 11 ]  |
| 12  | Бабич Виктор Константинович                | 22.11.1935 — 1997       | Бригадир комбайновой бригады комбината «Белорускалий» Министерства химической промышленности СССР, Минская область | 20.04.1971      | сельхоз            | *Витебская область        | [ ГС 12 ]  |
| 13  | Бандак Янина Викентьевна                   | 15.10.1909 — 07.04.1982 | Телятница колхоза имени Дзержинского Дзержинского района Минской области | 22.03.1966      | сельхоз            | Дзержинский район         | [ ГС 13 ]  |
| 14  | Барашкин Дмитрий Иванович                  | 01.09.1922 — 19.02.2004 | Сталевар Минского автомобильного завода Министерства автомобильной промышленности СССР | 22.08.1966      | машиностроение     | *Витебская область        | [ ГС 14 ]  |
| 15  | Баркун Николай Яковлевич                   | род. 06.03.1937         | Слесарь-инструментальщик Минского радиозавода имени 50-летия Компартии Белоруссии Минского производственного объединения «Горизонт» Министерства промышленности средств связи СССР                                                                                | 29.03.1976      | радиоэлектронпром  | Пуховичский район         | [ ГС 15 ]  |
| 16  | Беличёнок Иван Николаевич                  | 02.02.1934 — 19.01.2009 | Звеньевой механизированного звена колхоза «Чырвоная змена» Любанского района Минской области | 31.12.1965      | сельхоз            | Березинский район         | [ ГС 16 ]  |
| 17  | Белко Андрей Иосифович                     | род. 13.10.1930         | Сталевар Минского тракторостроительного производственного объединения Министерства тракторного и сельскохозяйственного машиностроения СССР | 16.03.1976      | машиностроение     | *Гродненская область      | [ ГС 17 ]  |
| 18  | Белостоцкий Иосиф Антонович                | 20.12.1919 — 04.01.1981 | Бригадир шофёров автокомбината № 4 Минского городского автотранспортного треста Министерства автомобильного транспорта Белорусской ССР | 23.01.1974      | транспорт          | Логойский район           | [ ГС 18 ]  |
| 19  | Бирич Татьяна Васильевна                   | 10.01.1905 — 26.02.1993 | Заведующая кафедрой глазных болезней Минского медицинского института, член-корреспондент Академии наук Белорусской ССР | 27.12.1974      | наука              | Борисовский район         | [ ГС 19 ]  |
| 20  | Бобрик Александр Романович                 | 04.12.1927 — 1981       | Бригадир полеводческой бригады колхоза «Светлый путь» Молодечненского района Минской области | 08.04.1971      | сельхоз            | Молодечненский район      | [ ГС 20 ]  |
| 21  | Борисевич Николай Александрович            | 21.09.1923 — 25.10.2015 | Президент Академии наук Белорусской ССР, гор. Минск | 27.12.1978      | наука              | Березинский район         | [ ГС 21 ]  |
| 22  | Борисик Василий Иванович                   | 28.08.1926 — 27.09.2010 | Машинист экскаватора Стародорожского строительно-монтажного управления Минского областного треста по производству мелиоративных работ Министерства мелиорации и водного хозяйства Белорусской ССР                                                                 | 30.04.1966      | мелиоводхоз        | *Могилёвская область      | [ ГС 22 ]  |
| 23  | Бровка Пётр Устинович                      | 25.06.1905 — 24.03.1980 | Писатель и поэт, академик Академии наук Белорусской ССР, гор. Минск | 03.10.1972      | культура           | *Витебская область        | [ ГС 23 ]  |
| 24  | Будай Ядвига Иосифовна                     | 15.05.1922 — 18.05.1995 | Доярка колхоза «Советская Белоруссия» Минского района Минской области | 18.01.1958      | сельхоз            | Минский район             | [ ГС 24 ]  |
| 25  | Бужинский Анатолий Ануфриевич              | 20.07.1932 — 11.02.2023 | Пекарь-мастер хлебозавода № 2 Минского городского хлебопекарного промышленного объединения Министерства пищевой промышленности Белорусской ССР | 17.01.1974      | пищепром           | *Могилёвская область      | [ ГС 25 ]  |
| 26  | Букатая Надежда Ивановна                   | 03.05.1918 — 03.09.1977 | Свинарка колхоза «Родина» Копыльского района Минской области | 18.01.1958      | сельхоз            | Копыльский район          | [ ГС 26 ]  |
| 27  | Булахов Денис Григорьевич                  | 06.12.1905 — 02.05.1985 | Бригадир каменщиков управления начальника работ № 11 строительного треста № 4 Министерства строительства Белорусской ССР, гор. Минск | 09.08.1958      | строительство      | *Омская область           | [ ГС 27 ]  |
| 28  | Буцевич Ванда Антоновна                    | 15.05.1909 — 1997       | Звеньевая по выращиванию кок-сагыза колхоза «Маяк социализма» Руденского района Минской области | 18.05.1951      | сельхоз            | Пуховичский район         | [ ГС 28 ]  |
| 29  | Быков Василь Владимирович                  | 19.06.1924 — 22.06.2003 | Белорусский писатель и общественный деятель, гор. Минск | 18.06.1984      | культура           | *Витебская область        | [ ГС 29 ]  |
| 30  | Быковский Владимир Игнатьевич              | 03.02.1922 — 28.10.1988 | Первый секретарь Молодечненского райкома Компартии Белоруссии, Минская область | 08.04.1971      | госуправление      | *Витебская область        | [ ГС 30 ]  |
| 31  | Бычковская Зинаида Михайловна              | род. 15.01.1941         | Прядильщица Минского камвольного комбината имени 50-летия Компартии Белоруссии Министерства лёгкой промышленности Белорусской ССР | 31.12.1973      | легпром            | Логойский район           | [ ГС 31 ]  |
| 32  | Валицкая Элеонора Ивановна                 | 12.08.1928 — 20.03.2019 | Доярка колхоза «Знамя коммунизма» Стародорожского района Минской области | 27.12.1976      | сельхоз            | Стародорожский район      | [ ГС 32 ]  |
| 33  | Ванькович Роман Леопольдович               | род. 01.02.1937         | Звеньевой колхоза «Красная звезда» Столбцовского района Минской области | 12.12.1973      | сельхоз            | Столбцовский район        | [ ГС 33 ]  |
| 34  | Вашкевич Аркадий Прокофьевич               | 12.12.1930 — 05.09.2001 | Звеньевой колхоза имени Энгельса Слуцкого района Минской области | 12.12.1973      | сельхоз            | Слуцкий район             | [ ГС 34 ]  |
| 35  | Вержбицкая Анна Казимировна                | 08.02.1915 — 06.02.2000 | Директор совхоза «Старо-Борисов» Борисовского района Минской области | 22.03.1966      | сельхоз            | Борисовский район         | [ ГС 35 ]  |
| 36  | Виташкевич Александр Никитович             | 23.02.1928 — 26.07.2009 | Расточник Минского завода автоматических линий Минского совнархоза | 28.05.1960      | машиностроение     | *Витебская область        | [ ГС 36 ]  |
| 37  | Володкевич Елизавета Трофимовна            | 28.03.1923 — 17.06.1999 | Звеньевая колхоза имени Чапаева Воложинского района Минской области | 30.04.1966      | сельхоз            | Воложинский район         | [ ГС 37 ]  |
| 38  | Володько Михаил Никитич                    | 26.10.1904 — 03.06.1978 | Председатель колхоза имени Гастелло Минского района Минской области | 18.01.1958      | сельхоз            | Минский район             | [ ГС 38 ]  |
| 39  | Воробей Пётр Васильевич                    | род. 01.03.1923         | Бригадир малой комплексной бригады Червенского леспромхоза Министерства лесной, целлюлозно-бумажной и деревообрабатывающей промышленности СССР, Минская область                                                                                                   | 17.09.1966      | леспром            | Червенский район          | [ ГС 39 ]  |
| 40  | Выскварко Арсений Николаевич               | 28.06.1924 — 1989       | Тракторист колхоза имени Тимирязева Копыльского района Минской области | 12.12.1973      | сельхоз            | Копыльский район          | [ ГС 40 ]  |
| 41  | Галай Пелагея Ивановна                     | 14.10.1915 — 07.01.2005 | **Бригадир колхоза «Чирвоная змена» Любаньского района Бобруйской области | 03.07.1951      | сельхоз            | Любанский район           | [ ГС 41 ]  |
| 42  | Герман Анастасия Рудольфовна               | 15.02.1920 — 1995       | Телятница колхоза имени Горбачёва Любанского района Минской области | 08.04.1971      | сельхоз            | Любанский район           | [ ГС 42 ]  |
| 43  | Герман Николай Николаевич                  | 07.05.1923 — 12.09.1991 | Слесарь Несвижского районного объединения «Сельхозтехника», Минская область | 08.04.1971      | сельхоз            | Копыльский район          | [ ГС 43 ]  |
| 44  | Гецман Анисья Фоминична                    | 10.08.1915 — 30.11.1999 | *Звеньевая колхоза имени Ворошилова Столбцовского района Барановичской области | 29.08.1950      | сельхоз            | Несвижский район          | [ ГС 44 ]  |
| 45  | Гойденко Пётр Петрович                     | 02.11.1928 — 19.09.2013 | Директор Минского производственного объединения «Интеграл» имени XXV съезда КПСС Министерства электронной промышленности СССР | 31.10.1980      | радиоэлектронпром  | *Днепропетровская область | [ ГС 45 ]  |
| 46  | Голубев Борис Маркович                     | 15.05.1928 — 17.08.1978 | Машинист комбайна по добыче и уборке фрезерного торфа торфопредприятия имени Орджоникидзе Министерства торфяной промышленности Белорусской ССР, Смолевичский район Минской области                                                                                | 20.04.1971      | топпром            | *Витебская область        | [ ГС 46 ]  |
| 47  | Гончарик Александр Петрович                | 17.11.1922 — 07.11.2004 | Кабельщик-спайщик Ленинского телефонного узла Министерства связи Белорусской ССР, гор. Минск | 04.05.1971      | связь              | Червенский район          | [ ГС 47 ]  |
| 48  | Горошко Александр Иванович                 | род. 1934               | Фрезеровщик Минского производственного объединения приборостроения имени В. И. Ленина Министерства промышленности средств связи СССР | 07.08.1986      | радиоэлектронпром  | Минск                     | [ ГС 48 ]  |
| 49  | Горячко Зинаида Дмитриевна                 | род. 11.06.1931         | Мастер обувного производственного объединения «Луч» Министерства лёгкой промышленности Белорусской ССР, гор. Минск | 09.06.1966      | легпром            | *Витебская область        | [ ГС 49 ]  |
| 50  | Градович Валентина Иосифовна               | 15.05.1928 — 31.05.1995 | Телятница совхоза «Рованичи» Червенского района Минской области | 22.03.1966      | сельхоз            | Червенский район          | [ ГС 50 ]  |
| 51  | Громов Александр Матвеевич                 | 26.11.1926 — 10.05.1998 | Бригадир комплексной бригады строительного управления № 2 строительного треста № 1 Министерства строительства Белорусской ССР, гор. Минск | 11.08.1966      | строительство      | *Гомельская область       | [ ГС 51 ]  |
| 52  | Гусаков Аркадий Власович                   | 14.08.1918 — 08.09.1999 | Председатель колхоза имени Дзержинского Слуцкого района Минской области | 30.04.1966      | сельхоз            | *Витебская область        | [ ГС 52 ]  |
| 53  | Демидчик (Скуратович) Янина Константиновна | род. 01.07.1930         | Звеньевая колхоза «1 мая» Смолевичского района Минской области, Белорусская ССР | 30.04.1966      | сельхоз            | Смолевичский район        | [ ГС 53 ]  |
| 54  | Дёмин Иван Михайлович                      | 02.01.1915 — 13.01.1992 | Директор Минского автомобильного завода Министерства автомобильной промышленности СССР | 25.02.1975      | машиностроение     | *Калужская область        | [ ГС 54 ]  |
| 55  | Демченко Лидия Августиновна                | 18.01.1932 — 25.07.1986 | Стерженщица Минского тракторного завода имени В. И. Ленина Минского тракторостроительного производственного объединения Министерства тракторного и сельскохозяйственного машиностроения СССР                                                                      | 07.06.1977      | машиностроение     | Смолевичский район        | [ ГС 55 ]  |
| 56  | Дзержинский Иван Игнатьевич                | 15.09.1925 — 02.02.1995 | Директор совхоза «Яхимовщина» Молодечненского района Минской области | 12.12.1973      | сельхоз            | *Гомельская область       | [ ГС 56 ]  |
| 57  | Дубина Владимир Васильевич                 | 24.05.1906 — 23.12.1987 | *Звеньевой молочного совхоза «Красная Звезда» Министерства совхозов СССР, Клецкий район Барановичской области | 30.03.1949      | сельхоз            | Клецкий район             | [ ГС 57 ]  |
| 58  | Дубовский Анатолий Игнатьевич              | 18.08.1922 — 02.05.1996 | Председатель колхоза имени Чкалова Солигорского района Минской области | 08.04.1971      | сельхоз            | Солигорский район         | [ ГС 58 ]  |
| 59  | Дубовский Константин Николаевич            | 18.03.1923 — 06.03.2007 | Директор Минской птицефабрики имени Н. К. Крупской, Минская область | 08.04.1971      | сельхоз            | Борисовский район         | [ ГС 59 ]  |
| 60  | Дубовский Степан Фёдорович                 | 07.03.1931 — 21.05.2001 | Звеньевой колхоза имени Чкалова Солигорского района Минской области | 29.03.1978      | сельхоз            | Солигорский район         | [ ГС 60 ]  |
| 61  | Ерёменко (Макаревич) Мария Касьяновна      | род. 05.11.1930         | Бригадир комплексной бригады управления начальника работ № 5 строительного треста № 1 Министерства строительства Белорусской ССР, гор. Минск | 09.08.1958      | строительство      | *Могилёвская область      | [ ГС 61 ]  |
| 62  | Еругин Николай Павлович                    | 14.04.1907 — 12.02.1990 | Заведующий кафедрой дифференциальных уравнений Белорусского государственного университета, академик Академии наук Белорусской ССР, гор. Минск | 13.03.1969      | наука              | *Ростовская область       | [ ГС 62 ]  |
| 63  | Жигалко Татьяна Иосифовна                  | 01.08.1919 — 07.03.2005 | Председатель колхоза «Перамога» Руденского района Минской области | 18.01.1958      | сельхоз            | Минск                     | [ ГС 63 ]  |
| 64  | Жижель Иван Матвеевич                      | 16.06.1904 — 18.03.1982 | Министр строительства Белорусской ССР, гор. Минск | 15.02.1964      | строительство      | *Гродненская область      | [ ГС 64 ]  |
| 65  | Заблоцкий Владимир Владимирович            | 1928 — 26.07.1984       | Слесарь-инструментальщик производственно-технического объединения «Интеграл» Министерства электронной промышленности СССР, гор. Минск | 16.01.1974      | радиоэлектронпром  | Минск                     | [ ГС 65 ]  |
| 66  | Задора Зоя Макаровна                       | 04.01.1932 — 06.2023    | Бригадир совхоза «Подберезье» Воложинского района Минской области | 26.03.1982      | сельхоз            | *Витебская область        | [ ГС 66 ]  |
| 67  | Змачинский Михаил Романович                | 14.11.1937 — 01.05.2009 | Бригадир полеводческой бригады племзавода «Индустрия» Пуховичского района Минской области | 08.04.1971      | сельхоз            | Пуховичский район         | [ ГС 67 ]  |
| 68  | Зыль Пётр Васильевич                       | 24.02.1924 — 28.11.2010 | Генеральный директор Белорусского оптико-механического объединения Министерства оборонной промышленности СССР, гор. Минск | 22.03.1984      | оборонпром         | Червенский район          | [ ГС 68 ]  |
| 69  | Ивановская Мария Романовна                 | 31.12.1912 — ????       | Мастер Минской кондитерской фабрики «Коммунарка» Министерства пищевой промышленности Белорусской ССР | 21.07.1966      | пищепром           | *Могилёвская область      | [ ГС 69 ]  |
| 70  | Ильин Николай Карпович                     | 22.08.1931 — 20.09.2016 | Вагранщик Минского комбината строительных материалов Министерства промышленности строительных материалов Белорусской ССР | 08.01.1974      | промстройматериалы | *Витебская область        | [ ГС 70 ]  |
| 71  | Казачёк Олег Викентьевич                   | 15.02.1940 — 17.06.2006 | Звеньевой механизированного звена по возделыванию картофеля совхоза «Любанский» Любанского района Минской области | 10.10.1974      | сельхоз            | Стародорожский район      | [ ГС 71 ]  |
| 72  | Казей Ариадна Ивановна                     | 23.12.1925 — 15.04.2008 | Учительница средней школы № 28, гор. Минск | 01.07.1968      | образование        | Дзержинский район         | [ ГС 72 ]  |
| 73  | Казяба (Дорошко) Валентина Ивановна        | 08.12.1927 — 18.11.2022 | **Звеньевая колхоза имени Сталина Стародорожского района Бобруйской области | 03.07.1951      | сельхоз            | Стародорожский район      | [ ГС 73 ]  |
| 74  | Калачик Владимир Михайлович                | 24.07.1930 — 20.03.2020 | Председатель колхоза «Светлый путь» Молодечненского района Минской области | 30.04.1966      | сельхоз            | Молодечненский район      | [ ГС 74 ]  |
| 75  | Калинкин Виталий Алексеевич                | 21.06.1925 — 11.10.1999 | Генеральный директор Минского производственно-технического объединения «Горизонт» Министерства промышленности средств связи СССР | 10.03.1981      | радиоэлектронпром  | *Ивановская область       | [ ГС 75 ]  |
| 76  | Калыско Павел Лаврентьевич                 | 11.07.1896 — 31.10.1972 | **Бригадир полеводческой бригады совхоза имени 10 лет БССР Министерства совхозов СССР, Любаньский район Бобруйской области | 24.04.1948      | сельхоз            | *Брестская область        | [ ГС 76 ]  |
| 77  | Каменских Николай Александрович            | 21.10.1909 — ????       | Слесарь-лекальщик Минского станкостроительного завода имени Октябрьской революции Министерства станкостроительной и инструментальной промышленности СССР | 08.08.1966      | станкостроение     | *Пермский край            | [ ГС 77 ]  |
| 78  | Кармызова Екатерина Петровна               | 03.08.1920 — ????       | Птичница Минской птицефабрики имени Крупской, Минская область | 22.03.1966      | сельхоз            | *Могилёвская область      | [ ГС 78 ]  |
| 79  | Карпович Эдуард Антонович                  | 24.01.1924 — ????       | Токарь производственного ремонтного предприятия «Белорусэнергоремонт» Министерства энергетики и электрификации СССР, гор. Минск | 20.04.1971      | энергетика         | Минск                     | [ ГС 79 ]  |
| 80  | Киселёв Тихон Яковлевич                    | 12.08.1917 — 11.01.1983 | Председатель Совета Министров Белорусской ССР, гор. Минск | 11.08.1977      | госуправление      | *Гомельская область       | [ ГС 80 ]  |
| 81  | Климченко Евгений Иванович                 | 05.03.1924 — 22.11.1989 | Слесарь-лекальщик Минского тракторного завода Министерства тракторного и сельскохозяйственного машиностроения СССР | 05.08.1966      | машиностроение     | *Витебская область        | [ ГС 81 ]  |
| 82  | Клюбко Адам Адамович                       | 21.03.1923 — 19.01.2008 | Звеньевой совхоза «Любанский» Любанского района Минской области | 30.04.1966      | сельхоз            | Стародорожский район      | [ ГС 82 ]  |
| 83  | Ковалевский Александр Иванович             | 20.05.1939 — ????       | Токарь Белорусского автомобильного завода Белорусского объединения по производству большегрузных автомобилей имени 60-летия Великого Октября (БелавтоМАЗ) Министерства автомобильной промышленности СССР, Минская область                                         | 25.04.1985      | машиностроение     | *Гомельская область       | [ ГС 83 ]  |
| 84  | Кожемякин Александр Дмитриевич             | 19.08.1892 — 12.09.1986 | Председатель колхоза имени Чкалова Борисовского района Минской области | 22.03.1966      | сельхоз            | *Гомельская область       | [ ГС 84 ]  |
| 85  | Козел Василий Павлович                     | 12.08.1890 — 07.11.1980 | Председатель колхоза «1 Мая» Слуцкого района Минской области | 30.04.1966      | сельхоз            | Слуцкий район             | [ ГС 85 ]  |
| 86  | Комар Фёдор Прокопович                     | 11.04.1929 — 27.01.2013 | Бригадир совхоза имени Янки Купалы Молодечненского района Минской области | 10.03.1976      | сельхоз            | Молодечненский район      | [ ГС 86 ]  |
| 87  | Комаш Александр Ануфриевич                 | 07.11.1935 — 09.09.2007 | Слесарь Минского научно-производственного объединения «Интеграл» Министерства электронной промышленности СССР | 31.10.1980      | радиоэлектронпром  | Минск                     | [ ГС 87 ]  |
| 88  | Концевой Анатолий Кузьмич                  | 24.06.1929 — 16.02.2015 | Бригадир шлифовщиков Минского оптико-механического завода имени С. И. Вавилова Министерства оборонной промышленности СССР | 10.03.1981      | оборонпром         | *Гомельская область       | [ ГС 88 ]  |
| 89  | Косяк Мария Ивановна                       | 15.01.1918 — 15.07.2006 | Звеньевая колхоза «Красное знамя» Вилейского района Минской области | 30.04.1966      | сельхоз            | Вилейский район           | [ ГС 89 ]  |
| 90  | Котяш Гавриил Иванович                     | 07.04.1904 — 14.11.1999 | Начальник Белорусской железной дороги, Минская область | 01.08.1959      | транспорт          | *Могилёвская область      | [ ГС 90 ]  |
| 91  | Кулаковская Тамара Никандровна             | 17.02.1919 — 15.11.1986 | Директор Белорусского научно-исследовательского института почвоведения и агрохимии, академик Всесоюзной академии сельскохозяйственных наук имени В. И. Ленина, гор. Минск                                                                                         | 16.02.1979      | наука              | *Витебская область        | [ ГС 91 ]  |
| 92  | Кулинчик Викентий Васильевич               | 12.04.1928 — 05.05.2005 | Токарь-расточник Белорусского автомобильного завода Министерства автомобильной промышленности СССР, гор. Жодино Минской области | 22.08.1966      | машиностроение     | Смолевичский район        | [ ГС 92 ]  |
| 93  | Куницкая Надежда Ивановна                  | 12.03.1925 — 12.01.2009 | Трактористка совхоза «Логоза» Логойского района Минской области | 08.04.1971      | сельхоз            | Логойский район           | [ ГС 93 ]  |
| 94  | Купревич Василий Феофилович                | 24.01.1897 — 17.03.1969 | Президент Академии наук Белорусской ССР, член-корреспондент Академии наук СССР, гор. Минск | 13.03.1969      | наука              | Смолевичский район        | [ ГС 94 ]  |
| 95  | Лемещенко Сергей Дмитриевич                | 29.12.1910 — 01.11.1998 | Председатель колхоза имени Кирова Слуцкого района Минской области | 22.03.1966      | сельхоз            | *Гомельская область       | [ ГС 95 ]  |
| 96  | Лобко София Андреевна                      | 19.09.1919 — 15.09.1993 | Звеньевая колхоза «Советская Белоруссия» Несвижского района Минской области | 30.04.1966      | сельхоз            | Клецкий район             | [ ГС 96 ]  |
| 97  | Макаронок Владимир Александрович           | 23.08.1926 — 29.08.1982 | Заведующий свиноводческой фермой племзавода имени Дзержинского Копыльского района Минской области | 08.04.1971      | сельхоз            | *Могилёвская область      | [ ГС 97 ]  |
| 98  | Малиновский Иван Степанович                | 05.03.1909 — 25.08.2007 | Машинист турбин Минской ТЭЦ № 3 Совнархоза Белорусской ССР | 20.09.1962      | энергетика         | Дзержинский район         | [ ГС 98 ]  |
| 99  | Матейко Владимир Петрович                  | 17.04.1913 — 21.11.1978 | *Звеньевой молочного совхоза «Красная Звезда» Министерства совхозов СССР, Клецкий район Барановичской области | 30.03.1949      | сельхоз            | Клецкий район             | [ ГС 99 ]  |
| 100 | Машеров Пётр Миронович                     | 13.02.1918 — 04.10.1980 | Кандидат в члены Политбюро ЦК КПСС, первый секретарь ЦК Компартии Белоруссии, гор. Минск | 10.02.1978      | госуправление      | *Витебская область        | [ ГС 100 ] |
| 101 | Микулич Владимир Андреевич                 | 14.10.1920 — 17.01.2000 | Первый секретарь Минского райкома Компартии Белоруссии, Минская область | 18.01.1958      | госуправление      | Смолевичский район        | [ ГС 101 ] |
| 102 | Миронович Евгений Фёдорович                | 07.11.1917 — 25.01.1980 | Директор совхоза «Любань» Вилейского района Минской области | 13.12.1972      | сельхоз            | Червенский район          | [ ГС 102 ] |
| 103 | Мирутко Андрей Павлович                    | 13.07.1904 — 09.04.1980 | Пастух колхоза имени Гастелло Минского района Минской области | 22.03.1966      | сельхоз            | Логойский район           | [ ГС 103 ] |
| 104 | Мисунов Семён Матвеевич                    | 25.10.1923 — 16.08.1989 | Бульдозерист управления начальника работ № 70 специализированного треста № 15 «Строймеханизация» Министерства строительства Белорусской ССР, гор. Минск | 09.08.1958      | строительство      | *Витебская область        | [ ГС 104 ] |
| 105 | Михасенко Тимофей Филиппович               | 03.02.1921 — 10.09.2004 | Мастер цеха завода № 407 гражданской авиации Министерства гражданской авиации СССР, гор. Минск | 09.02.1973      | транспорт          | *Витебская область        | [ ГС 105 ] |
| 106 | Модин Эммануил Натанович                   | 08.10.1905 — 24.12.1983 | Директор совхоза «Любанский» Любанского района Минской области | 30.04.1966      | сельхоз            | *Гомельская область       | [ ГС 106 ] |
| 107 | Мухин Николай Дмитриевич                   | 15.02.1907 — 03.03.1996 | Заместитель директора Белорусского научно-исследовательского института земледелия, гор. Минск | 12.12.1973      | наука              | *Смоленская область       | [ ГС 107 ] |
| 108 | Мысливец Валентина Петровна                | 10.03.1918 — 24.08.2011 | Доярка Дзержинской госплемстанции Дзержинского района Минской области | 22.03.1966      | сельхоз            | Червенский район          | [ ГС 108 ] |
| 109 | Мягкова Галина Павловна                    | 25.10.1928 — 09.04.1980 | Электросварщица Минского тракторного завода Министерства тракторного и сельскохозяйственного машиностроения СССР | 05.04.1971      | машиностроение     | Логойский район           | [ ГС 109 ] |
| 110 | Наркевич Софья Куприяновна                 | 28.08.1928 — 06.07.2009 | Свинарка колхоза имени Куйбышева Пуховичского района Минской области | 22.03.1966      | сельхоз            | Пуховичский район         | [ ГС 110 ] |
| 111 | Никульская Анна Гавриловна                 | 14.01.1915 — ????       | Свинарка совхоза имени Дзержинского Копыльского района Минской области | 07.03.1960      | сельхоз            | *Могилёвская область      | [ ГС 111 ] |
| 112 | Новик Василий Лукьянович                   | 03.08.1909 — 14.03.1989 | *Звеньевой молочного совхоза «Красная Звезда» Министерства совхозов СССР, Клецкий район Барановичской области | 30.03.1949      | сельхоз            | Клецкий район             | [ ГС 112 ] |
| 113 | Окорков Владимир Андреевич                 | 17.11.1915 — 04.08.1981 | Главный инженер службы сигнализации и связи Белорусской железной дороги, Минская область | 01.08.1959      | транспорт          | *Гомельская область       | [ ГС 113 ] |
| 114 | Павленкович Константин Григорьевич         | 20.10.1917 — 17.03.2010 | Шофёр-испытатель Минского автомобильного завода Министерства автомобильной промышленности СССР | 22.08.1966      | транспорт          | *Могилёвская область      | [ ГС 114 ] |
| 115 | Павлович Иван Иванович                     | 24.07.1930 — 04.06.2001 | Бригадир Минской дистанции пути Белорусской железной дороги, Минская область | 16.01.1974      | транспорт          | Пуховичский район         | [ ГС 115 ] |
| 116 | Пайграй Ульяна Ивановна                    | 15.07.1919 — 2006       | **Звеньевая совхоза имени 10 лет БССР Министерства совхозов СССР, Любаньский район Бобруйской области | 24.04.1948      | сельхоз            | *Гомельская область       | [ ГС 116 ] |
| 117 | Парфененко Иван Яковлевич                  | 10.02.1929 — 24.12.2018 | Моторист-испытатель Минского моторного завода Министерства тракторного и сельскохозяйственного машиностроения СССР | 05.04.1971      | машиностроение     | *Могилёвская область      | [ ГС 117 ] |
| 118 | Пинчук Василий Андреевич                   | 05.05.1933 — 11.04.1997 | Бригадир комбайнёров комбината «Белорускалий» Министерства химической промышленности СССР, Минская область | 20.04.1971      | химпром            | Копыльский район          | [ ГС 118 ] |
| 119 | Писарева Елена Дмитриевна                  | 1930 — 02.02.2019       | Монтажница экспериментального цеха Минского производственного объединения вычислительной техники Министерства радиопромышленности СССР | 12.04.1983      | радиоэлектронпром  | Минск                     | [ ГС 119 ] |
| 120 | Плавский Иосиф Иосифович                   | 20.12.1935 — 03.10.2011 | Председатель колхоза «Память Ленина» Клецкого района Минской области | 08.04.1971      | сельхоз            | *Брестская область        | [ ГС 120 ] |
| 121 | Подоляко Александр Иванович                | 23.04.1918 — 03.06.1978 | Шлифовщик Минского механического завода имени С. И. Вавилова Министерства оборонной промышленности СССР | 26.04.1971      | оборонпром         | Червенский район          | [ ГС 121 ] |
| 122 | Покликуха Вера Филипповна                  | 20.05.1920 — 1999       | Свинарка совхоза «Молодечненский» Молодечненского района Минской области | 08.04.1971      | сельхоз            | Вилейский район           | [ ГС 122 ] |
| 123 | Полевков Николай Васильевич                | 20.08.1930 — 03.09.2008 | Машинист копров специализированного управления механизации № 96 специализированного треста «Строймеханизация» Министерства промышленного строительства Белорусской ССР, гор. Минск                                                                                | 09.07.1986      | строительство      | *Могилёвская область      | [ ГС 123 ] |
| 124 | Полещук Сергей Семёнович                   | 14.09.1918 — 12.05.1996 | Председатель колхоза имени Калинина Слуцкого района Минской области | 08.04.1971      | сельхоз            | Слуцкий район             | [ ГС 124 ] |
| 125 | Ползунов Василий Степанович                | 14.10.1919 — 1991       | Командир корабля Белорусского управления гражданской авиации Министерства гражданской авиации СССР, гор. Минск | 16.01.1974      | транспорт          | *Волгоградская область    | [ ГС 125 ] |
| 126 | Поляков Иван Евтеевич                      | 25.11.1914 — 08.02.2004 | Первый секретарь Минского обкома Компартии Белоруссии | 12.12.1973      | госуправление      | *Гомельская область       | [ ГС 126 ] |
| 127 | Попко Константин Степанович                | 20.08.1933 — 25.04.2007 | Звеньевой совхоза «10 лет БССР» Любанского района Минской области | 30.04.1966      | сельхоз            | *Гомельская область       | [ ГС 127 ] |
| 128 | Протько Николай Афанасьевич                | 10.11.1927 — 29.11.2000 | Машинист турбины Минской ТЭЦ № 3 Белглавэнерго Министерства энергетики и электрификации СССР | 20.04.1971      | энергетика         | Смолевичский район        | [ ГС 128 ] |
| 129 | Прусова Роза Кондратьевна                  | 08.03.1923 — 09.11.2005 | Наладчица Минского тракторного завода Совнархоза Белорусской ССР | 07.03.1960      | машиностроение     | Червенский район          | [ ГС 129 ] |
| 130 | Пунтус Леонид Николаевич                   | 03.05.1928 — 27.11.1978 | Главный агроном колхоза имени Гастелло Минского района Минской области | 08.04.1971      | сельхоз            | Логойский район           | [ ГС 130 ] |
| 131 | Рубанов Сергей Фёдорович                   | 07.10.1914 — 13.01.1987 | Директор средней школы № 10, гор. Слуцк Минской области | 01.07.1968      | образование        | *Витебская область        | [ ГС 131 ] |
| 132 | Рудко Мария Степановна                     | 10.01.1922 — 01.08.2010 | Доярка племзавода «Красная звезда» Несвижского района Минской области | 22.03.1966      | сельхоз            | Клецкий район             | [ ГС 132 ] |
| 133 | Савчик Фёдор Алексеевич                    | 15.06.1915 — 17.12.1975 | **Бригадир полеводческой бригады совхоза имени 10 лет БССР Министерства совхозов СССР, Любаньский район Бобруйской области | 24.04.1948      | сельхоз            | Копыльский район          | [ ГС 133 ] |
| 134 | Саленик Константин Павлович                | 20.08.1931 — 08.05.2011 | Шлифовщик Минского завода автоматических линий Министерства станкостроительной и инструментальной промышленности СССР | 05.04.1971      | станкостроение     | *Брестская область        | [ ГС 134 ] |
| 135 | Самусёв Фёдор Кононович                    | 09.03.1927 — 29.09.2000 | Бригадир кузнецов Минского тракторного завода Министерства тракторного и сельскохозяйственного машиностроения СССР | 05.08.1966      | машиностроение     | *Гомельская область       | [ ГС 135 ] |
| 136 | Севченко Антон Никифорович                 | 22.02.1903 — 26.09.1978 | Ректор Белорусского государственного университета имени В. И. Ленина, академик Академии наук Белорусской ССР, гор. Минск | 20.07.1971      | наука              | *Гомельская область       | [ ГС 136 ] |
| 137 | Селиванов Анатолий Васильевич              | 25.12.1931 — 07.11.1997 | Бригадир проходчиков Белорусского строительного шахтопроходческого управления треста «Шахтспецстрой» Государственного производственного комитета по монтажным и специальным строительным работам СССР, гор. Солигорск Минской области                             | 15.02.1964      | строительство      | *Донецкая область         | [ ГС 137 ] |
| 138 | Синегуб Иван Леонтьевич                    | 20.02.1932 — 10.12.2005 | Звеньевой колхоза имени Кирова Слуцкого района Минской области | 10.02.1975      | сельхоз            | Слуцкий район             | [ ГС 138 ] |
| 139 | Скурко Евгений Иванович (Максим Танк)      | 17.09.1912 — 07.08.1995 | Академик Академии наук Белорусской ССР, народный поэт Белорусской ССР, гор. Минск | 27.09.1974      | культура           | Мядельский район          | [ ГС 139 ] |
| 140 | Слобода Александр Иванович                 | 27.08.1920 — 14.11.2022 | Первый секретарь Любанского райкома Компартии Белоруссии, Минская область | 22.03.1966      | госуправление      | *Витебская область        | [ ГС 140 ] |
| 141 | Слюньков Николай Никитович                 | 26.04.1929 — 09.08.2022 | Бывший директор Минского тракторного завода Министерства тракторного и сельскохозяйственного машиностроения СССР, первый секретарь Минского горкома Компартии Белоруссии                                                                                          | 03.01.1974      | машиностроение     | *Гомельская область       | [ ГС 141 ] |
| 142 | Смирнов Тимофей Егорович                   | 22.02.1896 — 24.03.1970 | Председатель колхоза имени Белорусского военного округа Любанского района Минской области | 18.01.1958      | сельхоз            | *Смоленская область       | [ ГС 142 ] |
| 143 | Сокольчик Иван Максимович                  | 26.08.1928 — 14.07.2019 | Бригадир электромонтёров 2-го Минского монтажного управления треста «Белэлектромонтаж» Министерства монтажных и специальных строительных работ Белорусской ССР | 26.07.1966      | строительство      | Узденский район           | [ ГС 143 ] |
| 144 | Соловьёва Янина Васильевна                 | род. 01.05.1940         | Настройщица Минского производственного объединения «Интеграл» Министерства электронной промышленности СССР | 12.08.1975      | радиоэлектронпром  | Червенский район          | [ ГС 144 ] |
| 145 | Соломахо Варвара Михайловна                | род. 25.05.1934         | Ткачиха Минского тонкосуконного комбината Министерства лёгкой промышленности Белорусской ССР | 05.04.1971      | легпром            | *Гомельская область       | [ ГС 145 ] |
| 146 | Статкевич Фёдор Николаевич                 | 23.03.1907 — 09.01.1981 | Рабочий совхоза «Жали» Министерства совхозов СССР, Любанский район Минской области | 05.07.1950      | сельхоз            | Любанский район           | [ ГС 146 ] |
| 147 | Степанов Борис Иванович                    | 28.04.1913 — 07.12.1987 | Директор Института физики Академии наук Белорусской ССР, академик АН Белорусской ССР, гор. Минск | 27.04.1973      | наука              | *Санкт-Петербург          | [ ГС 147 ] |
| 148 | Степанович Елена Андреевна                 | 02.08.1941 — 18.06.2012 | Свинарка колхоза имени Калинина Несвижского района Минской области | 27.12.1976      | сельхоз            | Несвижский район          | [ ГС 148 ] |
| 149 | Стыкут Анастасия Игнатьевна                | 12.12.1918 — 14.09.2001 | **Звеньевая совхоза имени 10 лет БССР Министерства совхозов СССР, Любаньский район Бобруйской области | 24.04.1948      | сельхоз            | Копыльский район          | [ ГС 149 ] |
| 150 | Судиловский Пётр Михайлович                | 13.02.1928 — 14.02.2000 | Директор Белорусского калийного комбината «Белорускалий» имени 50-летия СССР Министерства химической промышленности СССР, Минская область | 15.01.1974      | химпром            | *Могилёвская область      | [ ГС 150 ] |
| 151 | Судников Павел Дмитриевич                  | 25.06.1913 — 11.02.1995 | Старший дежурный помощник начальника оперативно-распорядительного отдела службы движения Белорусской железной дороги, Минская область | 01.08.1959      | транспорт          | Борисовский район         | [ ГС 151 ] |
| 152 | Сухий Николай Андреевич                    | 30.04.1922 — 17.02.2016 | Начальник Копыльского районного производственного управления сельского хозяйства Минской области | 23.06.1966      | сельхоз            | Мядельский район          | [ ГС 152 ] |
| 153 | Сущеня Григорий Павлович                   | 22.10.1918 — 27.11.1989 | **Бригадир тракторной бригады Любаньской МТС Бобруйской области | 03.07.1951      | сельхоз            | Любанский район           | [ ГС 153 ] |
| 154 | Тарасевич Александр Михайлович             | 03.08.1922 — 07.09.1963 | Бригадир полеводческой бригады колхоза имени Гастелло Минского района Минской области | 18.01.1958      | сельхоз            | Минск                     | [ ГС 154 ] |
| 155 | Тарасевич Лидия Кузьминична                | род. 01.05.1929         | Заместитель директора средней школы № 96, гор. Минск | 27.06.1978      | образование        | *Могилёвская область      | [ ГС 155 ] |
| 156 | Тарашкевич Серафима Павловна               | 06.06.1913 — 21.08.2000 | Звеньевая по выращиванию кок-сагыза колхоза «Маяк социализма» Руденского района Минской области | 18.05.1951      | сельхоз            | Пуховичский район         | [ ГС 156 ] |
| 157 | Тихий Эдуард Викентьевич                   | 06.10.1931 — 26.06.2022 | Комбайнёр совхоза «Константиново» Мядельского района Минской области | 23.06.1966      | сельхоз            | Мядельский район          | [ ГС 157 ] |
| 158 | Тозик Леонид Афанасьевич                   | род. 15.03.1940         | Бригадир комплексной бригады строительного управления № 25 строительного треста № 5 Министерства промышленного строительства Белорусской ССР, гор. Минск | 12.05.1977      | строительство      | *Гомельская область       | [ ГС 158 ] |
| 159 | Торлин Андрей Иванович                     | 20.05.1920 — 20.01.1991 | Бригадир слесарей управления «Водоканал», гор. Минск | 20.12.1966      | жилкомхоз          | Минск                     | [ ГС 159 ] |
| 160 | Тригубович Олимпиада Адамовна              | 14.10.1914 — 13.04.1993 | Свинарка совхоза «Крыница» Копыльского района Минской области | 22.03.1966      | сельхоз            | Копыльский район          | [ ГС 160 ] |
| 161 | Усошин Владимир Иосифович                  | 01.02.1911 — 09.12.2004 | Машинист льнотеребилки Грушевской МТС Крупского района Минской области | 18.01.1958      | сельхоз            | Крупский район            | [ ГС 161 ] |
| 162 | Фёдоров Фёдор Иванович                     | 19.06.1911 — 13.10.1994 | Академик-секретарь Отделения физико-математических наук Академии наук Белорусской ССР, гор. Минск | 27.12.1978      | наука              | *Гродненская область      | [ ГС 162 ] |
| 163 | Харитонович Николай Васильевич             | 13.09.1932 — 28.01.2004 | Слесарь Минского завода тракторных запасных частей Министерства тракторного и сельскохозяйственного машиностроения СССР | 05.08.1966      | машиностроение     | Червенский район          | [ ГС 163 ] |
| 164 | Хорольский Анатолий Иванович               | 24.11.1930 — 31.08.2008 | Токарь Минского завода электронно-вычислительных машин имени Г. К. Орджоникидзе Министерства радиопромышленности СССР | 26.04.1971      | радиоэлектронпром  | Минск                     | [ ГС 164 ] |
| 165 | Хотько Елена Георгиевна                    | 28.11.1928 — 24.11.1990 | Доярка колхоза «1 Мая» Слуцкого района Минской области | 06.09.1973      | сельхоз            | Слуцкий район             | [ ГС 165 ] |
| 166 | Цедрик Анна Яковлевна                      | 20.01.1912 — 04.09.1983 | Свинарка совхоза «Натальевск» Червенского района Минской области | 22.03.1966      | сельхоз            | *Могилёвская область      | [ ГС 166 ] |
| 167 | Чадович Анастасия Кузьминична              | 02.08.1912 — 11.04.1999 | Звеньевая колхоза «Шлях Ленина» Солигорского района Минской области | 30.04.1966      | сельхоз            | Солигорский район         | [ ГС 167 ] |
| 168 | Червяков Дмитрий Иванович                  | 07.06.1922 — 19.09.2020 | Токарь Минского производственно-технического объединения имени В. И. Ленина Министерства радиопромышленности СССР | 16.01.1974      | радиоэлектронпром  | *Пензенская область       | [ ГС 168 ] |
| 169 | Шавейко Эдуард Петрович                    | род. 15.06.1935         | Комбайнёр колхоза «Большевик» Логойского района Минской области | 23.06.1966      | сельхоз            | Логойский район           | [ ГС 169 ] |
| 170 | Шавель Константин Васильевич               | 12.08.1931 — 31.05.2005 | Звеньевой колхоза «Восток» Узденского района Минской области | 13.12.1972      | сельхоз            | Узденский район           | [ ГС 170 ] |
| 171 | Шамякин Иван Петрович                      | 30.01.1921 — 14.10.2004 | Председатель Верховного Совета Белорусской ССР, народный писатель Белорусской ССР, гор. Минск | 29.01.1981      | культура           | *Гомельская область       | [ ГС 171 ] |
| 172 | Шаплыко Александра Александровна           | 10.04.1893 — 03.12.1988 | **Бригадир колхоза «Чирвоная змена» Любанского района Бобруйской области | 28.03.1949      | сельхоз            | *Могилёвская область      | [ ГС 172 ] |
| 173 | Шаплыко Кузьма Иванович                    | 14.10.1916 — 17.04.1997 | **Председатель колхоза «Чирвоная змена» Любанского района Бобруйской области | 03.07.1951      | сельхоз            | Любанский район           | [ ГС 173 ] |
| 174 | Шапошник Борис Львович                     | 17.12.1902 — 12.09.1985 | Главный конструктор СКБ-1 Минского автомобильного завода Министерства автомобильной промышленности СССР | 07.03.1973      | машиностроение     | *Брестская область        | [ ГС 174 ] |
| 175 | Шевчук Клавдия Владимировна                | 31.12.1929 — 26.09.2011 | Бригадир колхоза «Октябрь» Несвижского района Минской области | 30.04.1966      | сельхоз            | *Санкт-Петербург          | [ ГС 175 ] |
| 176 | Шестак Константин Адамович                 | 22.02.1935 — 02.09.2013 | Бригадир госплемзавода «Красная звезда» Клецкого района Минской области | 17.08.1988      | сельхоз            | Клецкий район             | [ ГС 176 ] |
| 177 | Шиманский Василий Павлович                 | 22.12.1919 — 01.08.1986 | Председатель колхоза имени Гастелло Минского района Минской области | 22.03.1966      | сельхоз            | Минск                     | [ ГС 177 ] |
| 178 | Ширма Григорий Романович                   | 21.01.1892 — 23.03.1978 | Председатель правления Союза композиторов Белорусской ССР, народный артист СССР, гор. Минск | 02.02.1977      | культура           | *Брестская область        | [ ГС 178 ] |
| 179 | Шкляревский Сергей Иванович                | 09.07.1928 — 11.2021    | Заведующий фельдшерско-акушерским пунктом Слуцкого района Минской области | 23.10.1978      | здравоохранение    | Слуцкий район             | [ ГС 179 ] |
| 180 | Шуба Алексей Иванович                      | 25.02.1912 — 26.12.1971 | Главный врач больницы № 1, гор. Минск | 04.02.1969      | здравоохранение    | Стародорожский район      | [ ГС 180 ] |
| 181 | Шуляк Евгений Александрович                | род. 12.09.1939         | Кузнец-штамповщик Минского автомобильного завода Белорусского объединения по производству большегрузных автомобилей имени 60-летия Великого Октября Министерства автомобильной промышленности СССР                                                                | 31.03.1981      | машиностроение     | Логойский район           | [ ГС 181 ] |
| 182 | Щетько (Шидловская) Анна Семёновна         | род. 16.08.1937         | Телятница колхоза «Красный Октябрь» Столбцовского района Минской области | 22.03.1966      | сельхоз            | Столбцовский район        | [ ГС 182 ] |
| 183 | Юданов Феодосий Вавилович                  | 29.05.1915 — 22.02.1985 | Председатель колхоза «Маяк коммунизма» Борисовского района Минской области | 08.04.1971      | сельхоз            | Борисовский район         | [ ГС 183 ] |
| 184 | Юркевич Елена Романовна                    | 16.12.1903 — 05.07.1986 | Звеньевая колхоза «10 лет БССР» Руденского района Минской области | 27.06.1950      | сельхоз            | Пуховичский район         | [ ГС 184 ] |
| 185 | Юркевич Мария Емельяновна                  | 18.06.1916 — 18.11.1997 | Звеньевая колхоза «10 лет БССР» Руденского района Минской области | 27.06.1950      | сельхоз            | Пуховичский район         | [ ГС 185 ] |
| 186 | Юрков Иосиф Адрианович                     | 08.11.1903 — 20.02.1976 | Управляющий трестом № 5 Министерства строительства Белорусской ССР, гор. Минск | 11.08.1966      | строительство      | *Витебская область        | [ ГС 186 ] |
| 187 | Якимов Пётр Иванович                       | 08.10.1915 — 11.06.2008 | Преподаватель городского профессионально-технического училища № 9, гор. Минск | 20.07.1971      | образование        | Крупский район            | [ ГС 187 ] |
| 188 | Якубович Надежда Павловна                  | 05.12.1929 — ????       | Бригадир смены литейного цеха Минского автомобильного завода совнархоза Белорусской ССР | 07.03.1960      | машиностроение     | *Гомельская область       | [ ГС 188 ] |
| 189 | Янчевский Станислав Михайлович             | 1937—2007               | Машинист горного комбайна производственного объединения «Белорускалий» имени 50-летия СССР Министерства химической промышленности СССР, гор. Солигорск Минской области                                                                                            | 13.05.1977      | химпром            | *Могилёвская область      | [ ГС 189 ] |
| 190 | Ярошевич Зинаида Петровна                  | род. 01.07.1940         | Оператор машинного доения колхоза «Родина Якуба Коласа» Столбцовского района Минской области | 17.08.1988      | сельхоз            | Несвижский район          | [ ГС 190 ] |

## Уроженцы Минской области, удостоенные звания Героя Социалистического Труда в других регионах СССР
| № | Фамилия, имя, отчество    | Даты жизни              | Деятельность                                                                                  | Дата присвоения                  | Отрасль  | Место рождения       | ГС       |
| - | ------------------------- | ----------------------- | --------------------------------------------------------------------------------------------- | -------------------------------- | -------- | -------------------- | -------- |
| 1 | Зельдович Яков Борисович  | 08.03.1914 — 02.12.1987 | Заместитель научного руководителя КБ-11 Министерства среднего машиностроения СССР, гор. Саров | 29.10.1949 04.01.1954 11.09.1956 | атомпром | Минск                | [ ГС 1 ] |
| 2 | Ралько Владимир Антонович | 30.07.1922 — 29.11.2006 | Председатель ордена Ленина колхоза «Оснежицкий» Пинского района Брестской области             | 18.01.1958 23.02.1976            | сельхоз  | Стародорожский район | [ ГС 2 ] |

| №  | Фамилия, имя, отчество              | Даты жизни              | Деятельность | Дата присвоения | Отрасль            | Место рождения       | ГС        |
| -- | ----------------------------------- | ----------------------- | --- | --------------- | ------------------ | -------------------- | --------- |
| 1  | Альшевский Михаил Иванович          | 10.05.1930 — 06.09.2001 | Директор Ун-Юганского леспромхоза Министерства лесной, целлюлозно-бумажной и деревообрабатывающей промышленности СССР, Октябрьский район Ханты-Мансийского автономного округа Тюменской области                  | 29.06.1984      | леспром            | Логойский район      | [ ГС 3 ]  |
| 2  | Бабкин Устин Иосипович              | 11.01.1930 — 21.08.2004 | Машинист горного комбайна шахты № 39/40 треста «Новомосковскуголь» комбината «Тулауголь» Министерства угольной промышленности СССР, Тульская область                                                             | 29.06.1966      | углепром           |                      | [ ГС 4 ]  |
| 3  | Бельский Григорий Васильевич        | 06.08.1929 — 25.10.1998 | Председатель колхоза «Заветы Ильича» Горецкого района Могилёвской области | 08.04.1971      | сельхоз            | Березинский район    | [ ГС 5 ]  |
| 4  | Берман Михаил Михайлович            | 31.03.1908 — 22.11.1976 | Директор Московского станкостроительного завода имени Серго Орджоникидзе Министерства станкостроительной и инструментальной промышленности СССР                                                                  | 27.02.1976      | станкостроение     | Борисовский район    | [ ГС 6 ]  |
| 5  | Борисова Тамара Николаевна          | 28.04.1932 — 24.04.2010 | Заместитель начальника цеха завода «Магнезит» Министерства чёрной металлургии СССР, гор. Сатка Челябинской области                                                                                               | 30.03.1971      | металлургия        | Минск                | [ ГС 7 ]  |
| 6  | Бриш Аркадий Адамович               | 14.05.1917 — 19.03.2016 | Главный конструктор Всесоюзного научно-исследовательского института автоматики имени Н. Л. Духова Министерства среднего машиностроения СССР, гор. Москва                                                         | 06.05.1983      | атомпром           | Минск                | [ ГС 8 ]  |
| 7  | Вейцман Самуил Гдальевич            | 22.10.1917 — 21.07.1993 | Командир 32-го отдельного мостового железнодорожного батальона | 05.11.1943      | транспорт          | Минск                | [ ГС 9 ]  |
| 8  | Верховодько Владимир Михайлович     | 22.06.1918 — 26.02.1999 | Мастер вагонного депо Москва-Смоленская Калининской железной дороги, гор. Москва | 01.08.1959      | транспорт          | Борисовский район    | [ ГС 10 ] |
| 9  | Вилькот Кирилл Григорьевич          | 01.05.1914 — 05.03.2000 | Бригадир машинистов экскаватора прииска «Бурхала» Магаданского совнархоза | 09.06.1961      | металлургия        | Вилейский район      | [ ГС 11 ] |
| 10 | Воронецкий Андрей Максимович        | 19.02.1920 — 14.01.1972 | Председатель колхоза «Гвардия» Свислочского района Гродненской области | 23.06.1966      | сельхоз            | Пуховичский район    | [ ГС 12 ] |
| 11 | Врублевский Виктор Иванович         | 18.05.1930 — 31.12.2011 | Машинист вращающихся печей Теплоозёрского цементного завода Министерства промышленности строительных материалов СССР, Еврейская автономная область                                                               | 28.07.1966      | промстройматериалы | Дзержинский район    | [ ГС 13 ] |
| 12 | Горбацевич Прасковья Даниловна      | 08.03.1919 — 09.10.1999 | Главный врач участковой больницы Барановичского района Брестской области | 04.02.1969      | здравоохранение    | Слуцкий район        | [ ГС 14 ] |
| 13 | Давыдов Иван Никитович              | 15.01.1933 — 20.04.1981 | Бригадир проходчиков горных выработок шахты № 4—9 комбината «Шахтёрскантрацит» Министерства угольной промышленности Украинской ССР, Донецкая область                                                             | 30.03.1971      | углепром           | Стародорожский район | [ ГС 15 ] |
| 14 | Доменикан Николай Владимирович      | 01.03.1932 — 15.02.2012 | Первый секретарь Барановичского райкома Компартии Белоруссии, Брестская область | 05.12.1985      | госуправление      | Несвижский район     | [ ГС 16 ] |
| 15 | Дороничева Вера Николаевна          | 01.05.1928 — 06.01.2006 | Ткачиха Щёлковского хлопчатобумажного комбината Министерства лёгкой промышленности РСФСР, Московская область | 09.06.1966      | легпром            |                      | [ ГС 17 ] |
| 16 | Дудук Александр Николаевич          | 27.01.1929 — 13.06.2009 | Директор совхоза-комбината «Мир» Барановичского района Брестской области | 07.07.1986      | сельхоз            | Клецкий район        | [ ГС 18 ] |
| 17 | Евпак Семён Семёнович               | 1905 — ????             | Председатель колхоза «Верный путь» Казачинского района Красноярского края | 07.01.1948      | сельхоз            |                      | [ ГС 19 ] |
| 18 | Егоров Василий Михайлович           | 09.02.1921 — 22.12.2005 | Слесарь-инструментальщик Александровского радиозавода Министерства радиопромышленности СССР, Владимирская область                                                                                                | 26.04.1971      | радиоэлектронпром  | Слуцкий район        | [ ГС 20 ] |
| 19 | Ермакович Алексей Степанович        | 1922 — 28.01.2000       | Бригадир тракторной бригады Кузнецкой МТС Кузнецкого района Кемеровской области | 06.03.1948      | сельхоз            |                      | [ ГС 21 ] |
| 20 | Ермолович Василий Михайлович        | 20.01.1929 — 14.12.2014 | Бригадир машинистов экскаватора Соколовско-Сарбайского горно-обогатительного комбината имени В. И. Ленина Министерства чёрной металлургии СССР, Кустанайская область                                             | 12.05.1977      | металлургия        | Березинский район    | [ ГС 22 ] |
| 21 | Жоров Андрей Владимирович           | 1890 — 07.01.1969       | Заведующий коневодческой фермой колхоза «Заветы Ильича» Краснотуранского района Красноярского края | 23.07.1948      | сельхоз            |                      | [ ГС 23 ] |
| 22 | Казяба (Дорошко) Валентина Ивановна | род. 08.12.1927         | Звеньевая колхоза имени Сталина Стародорожского района Бобруйской области | 03.07.1951      | сельхоз            | Слуцкий район        | [ ГС 24 ] |
| 23 | Капуста Филипп Сидорович            | 27.11.1912 — 18.02.1972 | Директор шахты «Ново-Дружеская» комбината «Первомайскуголь» Министерства угольной промышленности Украинской ССР, Ворошиловградская область                                                                       | 30.03.1971      | углепром           | Березинский район    | [ ГС 25 ] |
| 24 | Короневская Мария Сергеевна         | 04.12.1926 — 01.12.2000 | Звеньевая колхоза «Рассвет» Новогрудского района Гродненской области | 30.04.1966      | сельхоз            | Крупский район       | [ ГС 26 ] |
| 25 | Косберг Семён Ариевич               | 27.10.1903 — 03.01.1965 | Главный конструктор ОКБ-154 Государственного комитета Совета Министров СССР по авиационной технике, гор. Воронеж                                                                                                 | 17.06.1961      | машиностроение     | Слуцкий район        | [ ГС 27 ] |
| 26 | Кремень Анатолий Степанович         | 08.03.1929 — 17.01.2021 | Машинист экскаватора управления механизации № 141 треста № 16 «Нефтестрой» Министерства строительства Белорусской ССР, гор. Новополоцк Витебской области                                                         | 15.02.1964      | строительство      | Пуховичский район    | [ ГС 28 ] |
| 27 | Лазюк Андрей Владимирович           | 1928 — 10.04.1990       | Машинист горного комбайна шахтоуправления имени Молодой гвардии треста «Краснодонуголь» комбината «Донбассантрацит» Министерства угольной промышленности Украинской ССР, Луганская область                       | 29.06.1966      | углепром           | Несвижский район     | [ ГС 29 ] |
| 28 | Леонович Николай Мартынович         | 1898 — ????             | Бригадир колхоза «Свободная жизнь» Абанского района Красноярского края | 07.01.1948      | сельхоз            | Крупский район       | [ ГС 30 ] |
| 29 | Малашкевич Фома Ефремович           | 06.10.1913 — ????       | Забойщик шахты № 22 имени Кирова треста «Кировуголь» Министерства угольной промышленности Украинской ССР, Ворошиловградская область                                                                              | 26.04.1957      | углепром           | Березинский район    | [ ГС 31 ] |
| 30 | Малиновский Николай Никодимович     | 01.01.1921 — 24.01.2018 | Главный хирург Четвёртого Главного управления Министерства здравоохранения СССР, академик Академии медицинских наук СССР, гор. Москва                                                                            | 31.12.1980      | здравоохранение    | Вилейский район      | [ ГС 32 ] |
| 31 | Малицкий Чеслав Иосифович           | 28.04.1933 — 10.09.1992 | Авиационный техник-бригадир Читинского объединённого авиационного отряда Восточно-Сибирского управления гражданской авиации Министерства гражданской авиации СССР                                                | 09.02.1973      | транспорт          | Воложинский район    | [ ГС 33 ] |
| 32 | Медведский Пётр Тимофеевич          | 15.08.1930 — 18.07.2006 | Бригадир слесарей-монтажников специализированного управления № 206 треста «Донбассметаллургмонтаж» Министерства монтажных и специальных строительных работ Украинской ССР, Донецкая область                      | 26.12.1973      | строительство      | Борисовский район    | [ ГС 34 ] |
| 33 | Мирончик Владимир Юстинович         | 29.03.1915 — 30.06.1990 | Главный врач клинической больницы № 1 имени З. П. Соловьёва, гор. Гродно | 04.02.1969      | здравоохранение    | Слуцкий район        | [ ГС 35 ] |
| 34 | Назарова Анна Филипповна            | 15.05.1921 — 12.09.2000 | Председатель колхоза «1 Мая» Желудокского района Гродненской области | 07.03.1960      | сельхоз            | Пуховичский район    | [ ГС 36 ] |
| 35 | Нахманович Александр Львович        | 01.11.1924 — 14.05.1996 | Председатель колхоза «Трудовой пахарь» Свердловского района Джамбулской области | 31.12.1965      | сельхоз            | Копыльский район     | [ ГС 37 ] |
| 36 | Пашкевич Василий Васильевич         | 09.12.1913 — 24.03.1988 | Начальник участка шахты № 3 комбината «Тулауголь» Министерства угольной промышленности западных районов СССР, Тульская область                                                                                   | 28.08.1948      | углепром           | Минский район        | [ ГС 38 ] |
| 37 | Петрушина Вера Андреевна            | 01.11.1939 — 02.06.2010 | Свинарка племзавода «Реконструктор» Толочинского района Витебской области | 06.09.1973      | сельхоз            | Крупский район       | [ ГС 39 ] |
| 38 | Поташкевич Франц Иосифович          | 16.08.1929 — 03.06.2003 | Старший машинист экскаватора Островецкого строительно-монтажного управления Гродненского облмелиотреста Министерства мелиорации и водного хозяйства Белорусской ССР                                              | 08.04.1971      | мелиоводхоз        | Молодечненский район | [ ГС 40 ] |
| 39 | Пранович Александр Андреевич        | 03.03.1926 — 12.01.1999 | Дорожный мастер Осиповичской дистанции пути Белорусской железной дороги, Могилёвская область | 02.04.1981      | транспорт          | Пуховичский район    | [ ГС 41 ] |
| 40 | Протасевич Мария Васильевна         | 1906 — ????             | Звеньевая по выращиванию зерновых колхоза «Заветы Ильича» Канского района Красноярского края | 07.01.1948      | сельхоз            |                      | [ ГС 42 ] |
| 41 | Радевич Казимир Иванович            | 04.03.1917 — 30.12.1989 | Слесарь Браславского объединения «Сельхозтехника», Витебская область | 08.04.1971      | сельхоз            | Минский район        | [ ГС 43 ] |
| 42 | Раковец Степан Семёнович            | 1938 — 16.01.2000       | Механизатор Киргизской государственной зональной машиноиспытательной станции «Союзсельхозтехники», Кантский район                                                                                                | 10.12.1973      | сельхоз            | Стародорожский район | [ ГС 44 ] |
| 43 | Рачковский Леонид Иванович          | 1904 — 15.02.1982       | Мастер леса Широкопадского леспромхоза Иркутской области | 05.10.1957      | леспром            |                      | [ ГС 45 ] |
| 44 | Свинковская Елена Иосифовна         | 16.06.1928 — 18.08.2010 | Доярка свеклосовхоза «Джамбулский» Свердловского района Джамбулской области | 06.09.1973      | сельхоз            | Копыльский район     | [ ГС 46 ] |
| 45 | Синько Евгений Иванович             | 1927—2008               | Бригадир проходчиков Родаково-Юрьевского шахтостроительного управления треста «Ворошиловградшахтострой» Министерства строительства предприятий угольной промышленности Украинской ССР, Ворошиловградская область | 26.04.1957      | строительство      | Минск                | [ ГС 47 ] |
| 46 | Сипович Франц Иосифович             | 26.12.1905 — ????       | Директор совхоза «Шальчининкай» Шальчининкского района Литовской ССР | 05.04.1958      | сельхоз            | Минский район        | [ ГС 48 ] |
| 47 | Соболевский Антон Кузьмич           | 01.01.1924 — 24.01.2019 | Комбайнёр Чуйской МТС Джамбулской области | 01.09.1952      | сельхоз            | Копыльский район     | [ ГС 49 ] |
| 48 | Софронов Анатолий Владимирович      | 19.01.1911 — 09.09.1990 | Главный редактор журнала «Огонёк», гор. Москва | 16.01.1981      | культура           | Минск                | [ ГС 50 ] |
| 49 | Тимошенко Нина Иосифовна            | 21.01.1921 — 23.02.2008 | Бригадир сортировщиков Керчевского сплавного рейда Министерства лесной и деревообрабатывающей промышленности СССР, Чердынский район Пермской области                                                             | 07.05.1971      | леспром            |                      | [ ГС 51 ] |
| 50 | Туманский Сергей Константинович     | 21.05.1901 — 09.09.1973 | Генеральный конструктор авиационных двигателей Опытно-конструкторского бюро № 300 Министерства авиационной промышленности СССР, Московская область                                                               | 12.07.1957      | машиностроение     | Минск                | [ ГС 52 ] |
| 51 | Усов Вадим Сергеевич                | 02.06.1925 — 31.05.2005 | Директор Тульского машиностроительного завода имени В. М. Рябикова Министерства оборонной промышленности СССР | 12.06.1985      | оборонпром         | Минск                | [ ГС 53 ] |
| 52 | Устин Николай Фёдорович             | 1898 — 07.1983          | Председатель колхоза «Свободная жизнь» Абанского района Красноярского края | 07.01.1948      | сельхоз            |                      | [ ГС 54 ] |
| 53 | Хейфиц Иосиф Ефимович               | 17.12.1905 — 24.04.1995 | Кинорежиссёр, народный артист СССР, гор. Ленинград | 19.12.1975      | культура           | Минск                | [ ГС 55 ] |
| 54 | Хилькевич Фёдор Александрович       | 28.02.1908 — 09.12.1973 | Начальник доменного цеха Нижне-Тагильского металлургического комбината Свердловского совнархоза | 19.07.1958      | металлургия        | Минск                | [ ГС 56 ] |
| 55 | Хоружа Василий Константинович       | 08.05.1934 — 27.01.2020 | Бригадир водителей автомобилей автоколонны № 1412 Министерства автомобильного транспорта РСФСР, Ивановская область                                                                                               | 02.04.1981      | транспорт          | Логойский район      | [ ГС 57 ] |
| 56 | Шимусик Станислава Брониславовна    | 01.05.1928 — 2006       | Вентилевая гидравлического пресса Бобруйского фанерно-деревообрабатывающего комбината Министерства лесной, целлюлозно-бумажной и деревообрабатывающей промышленности СССР, Могилёвская область                   | 17.09.1966      | леспром            | Копыльский район     | [ ГС 58 ] |
| 57 | Ясюкевич Сергей Филиппович          | 01.01.1938 — 29.07.2020 | Электросварщик труб Первоуральского новотрубного завода Министерства чёрной металлургии СССР, Свердловская область                                                                                               | 04.07.1984      | металлургия        | Мядельский район     | [ ГС 59 ] |

## Герои Социалистического Труда, прибывшие в Минскую область на постоянное проживание из других регионов
| №  | Фамилия, имя, отчество          | Даты жизни              | Деятельность | Дата присвоения | Отрасль       | Место проживания | ГС       |
| -- | ------------------------------- | ----------------------- | --- | --------------- | ------------- | ---------------- | -------- |
| 1  | Балабова Александра Кирилловна  | 16.04.1928 — ????       | Звеньевая колхоза имени Ленина Горецкого района Могилёвской области                                                              | 30.04.1966      | сельхоз       | Минск            | [ ГС 1 ] |
| 2  | Жбанов Анатолий Васильевич      | 25.04.1922 — 23.03.1993 | Бригадир монтажников строительного управления № 2 треста «Дорогобужхимстрой» Министерства строительства СССР, Смоленская область | 07.05.1971      | строительство | Минск            | [ ГС 2 ] |
| 3  | Журавлёв Анатолий Георгиевич    | 01.05.1922 — 1987       | Директор совхоза «Погородно» Вороновского района Гродненской области                                                             | 22.03.1966      | сельхоз       | Минск            | [ ГС 3 ] |
| 4  | Калоша Ольга Лукинична          | 12.01.1910 — 05.11.2000 | Звеньевая колхоза «Знамя Ленина» Кореличского района Гродненской области                                                         | 31.12.1965      | сельхоз       | Минск            | [ ГС 4 ] |
| 5  | Короткая Валентина Прокофьевна  | 05.09.1924 — 21.01.2012 | Звеньевая колхоза «18-й партсъезд» Толочинского района Витебской области                                                         | 18.01.1958      | сельхоз       | Минск            | [ ГС 5 ] |
| 6  | Кришталевич Ульяна Феоктистовна | 27.12.1923 — 11.12.2017 | Первый секретарь Докшицкого райкома Компартии Белоруссии, Витебская область                                                      | 12.12.1973      | госуправление | Минск            | [ ГС 6 ] |
| 7  | Кублицкая Раиса Владимировна    | 10.04.1928 — 06.2021    | Звеньевая колхоза имени Калинина Лиозненского района Витебской области                                                           | 10.03.1976      | сельхоз       | Минск            | [ ГС 7 ] |
| 8  | Серков Филипп Михайлович        | 20.01.1905 — 01.03.1988 | Председатель колхоза имени Фрунзе Шкловского района Могилёвской области                                                          | 30.04.1966      | сельхоз       | Минск            |          |
| 9  | Тимошенко Пётр Павлович         | 18.01.1913 — 11.02.2009 | Управляющий строительным трестом № 17 «Лавсанстрой» Министерства промышленного строительства Белорусской ССР, гор. Могилёв       | 29.04.1974      | строительство | Минск            | [ ГС 8 ] |
| 10 | Шкурко Тамара Ивановна          | 1928 — 12.10.2015       | Звеньевая колхоза «Чирвоная нива» Брагинского района Полесской области                                                           | 10.03.1948      | сельхоз       | Минск            | [ ГС 9 ] |